# Marc Baecke
Marc Baecke (Sint-Niklaas, 24 luglio 1956 – Beveren, 21 gennaio 2017) è stato un calciatore belga, di ruolo difensore.

## Palmarès
- Campionato belga: 2

Beveren: 1978-1979, 1983-1984
- Coppa del Belgio: 2

Beveren: 1977-1978, 1982-1983
- Supercoppa del Belgio: 1

Beveren: 1984